# Santwijck
Santwijck (ook wel Zandwijk, Zandwijck, Zandwyck, Santwijch of Santwich) was een dorp bij de Nederlandse gemeente Tiel, dat in deze stad is opgegaan. Het is nu een buurt van Tiel in de wijk Tiel-Oost.

## Etymologie
Waarschijnlijk vormen het Oudnederlandse woord 'wic' voor 'wijk' of 'woonplaats' en het woord 'zand' de basis voor de naam. In het gebied liggen veel zandige stroomruggen, als gevolg van de vele jaarlijkse overstromingen van de oude rivierlopen van de Waal en de Dode Linge.

## Bewoners
In de buurt woonden in 2020 1.515 mensen. Bijna de helft van hen had een niet-westerse achtergrond.

## Geschiedenis
Zandwijk was oorspronkelijk een dubbelnederzetting met Tiel, gelegen tegenover Tiel op de oever van de Linge. Het is onafhankelijk van Tiel ontstaan en wellicht zelfs iets ouder. De Sint-Vincentiuskerk van Zandwijk is al gesticht in het jaar 695, de oudste vermelding van Zandwijk dateert van 850. In de tiende en elfde eeuw maakte Zandwijk een bloei door die parallel liep aan die van Tiel. Het maakte deel uit van het Tielse havengebied. Uit archeologische opgravingen blijkt dat Zandwijk zich in de middeleeuwen concentreerde rond de Sint-Vincentiuskerk. Hoewel de kerk rond 1580 werd afgebroken, werden op het kerkhof nog tot 1881 mensen begraven.
Tot 1798 vormde Zandwijk een zelfstandig gerecht. In dat jaar werd het gebied bij het grondgebied van Tiel gevoegd en heeft sindsdien de naam Santwijck. Tot in de negentiende eeuw had Zandwijk een veerverbinding met Wamel. Daarvoor is het fiets-en-voetveer Tiel - Wamel in de plaats gekomen.